# Combattant de Liège
Le combattant de Liège est une race de poule domestique. 

## Origine
Cette race est originaire de la région de Liège, en Belgique.

## Description
C'est une volaille de type combattant, haute sur pattes et de grande taille, au port relevé et au dos incliné. Les pattes sont un peu courbées au talon, les tarses sont forts et puissants, les ailes un peu descendantes et la queue portée à 45°. Elle donne une impression de force et d'audace, avec un caractère querelleur et batailleur. Sa croissance est assez lente et elle atteint l'âge adulte à 18 mois.

### Standardofficiel
- Crête : triple a pois, rouge foncé à pourpre
- Oreillons : rouge foncé à pourpre
- Couleur des yeux : brun foncé
- Couleur des Tarses : bleu à bleu foncé

Grande race :
- Masse idéale : Coq : min. 4 kg, souhaité 5 kg ; Poule : min. 3,5 kg
- Variétés de plumage : noir, blanc, doré-saumoné, argenté-saumoné, noir à camail doré avec ou sans poitrine liserée, noir à camail argenté avec ou sans poitrine liserée, bleu à camail doré avec ou sans poitrine liserée, bleu à camail argenté avec ou sans poitrine liserée, bleu argenté à épaules rouges, bleu doré, bleu argenté, bleu, bleu andalou
- Œufs à couver : 60 à 65 g, coquille légèrement teintée
- Diamètre des bagues : Coq : 24 mm ; Poule : 22 mm

Naine :
- Masse idéale : Coq : min. 1,1 kg ; Poule : 800 g
- Variétés de plumage : noire, doré-saumoné, argenté-saumoné, noire à camail doré avec ou sans poitrine liserée, noire à camail argenté avec ou sans poitrine liserée, bleu, bleu andalou
- Œufs à couver : 45 g, coquille crème
- Diamètre des bagues : Coq : 16 mm ; Poule : 14 mm

## Sources
- Le Standard officiel des volailles (Poules, oies, dindons, canards et pintades), édité par la SCAF.
- Le Standard des races belges (Belgique).